# Hogar monoparental

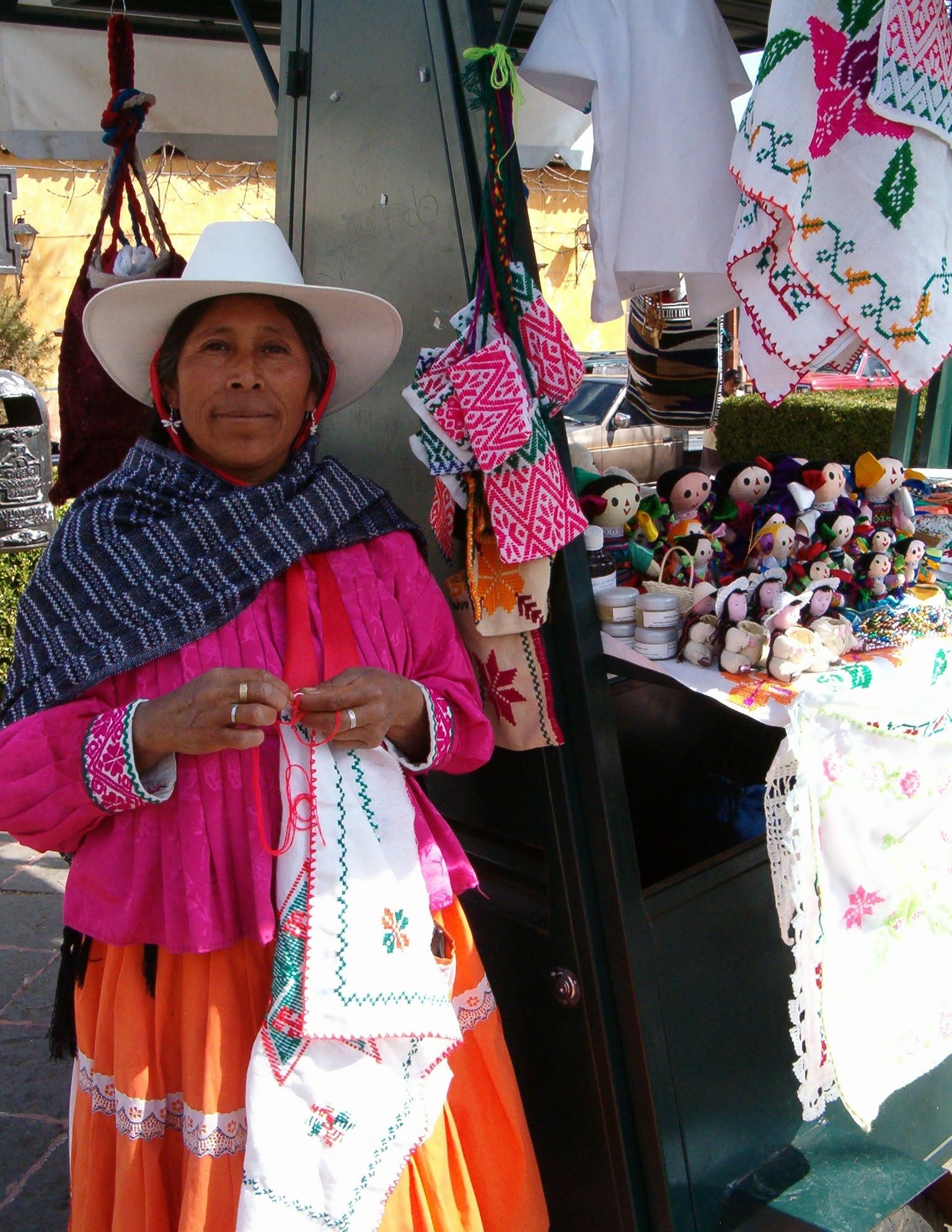
Indígena Otomí del municipio de Amealco de Bonfil, Querétaro, México, madre de 12 hijos y jefa de hogar.

Un hogar monoparental es una familia conviviente constituida por un solo adulto y al menos un menor. A diferencia de la familia monoparental, en el hogar monoparental, los menores sí cuentan legalmente con un segundo progenitor y con la respectiva familia extensa (abuelos, tíos, primos, etc.) aunque no convivan habitualmente. Esos menores tal vez fueron concebidos fuera del marco del matrimonio o no, los progrenitores pudieron haberse divorciado o bien haber roto con el pacto de unión civil, uno de los progenitores pudo haber fallecido o estar ingresado en prisión, etc. Los casos pueden ser variados y en todos ellos suele hablarse de familia en situación de monoparentalidad aunque estrictamente ambos conceptos no son sinónimos.
Los hogares monoparentales son, en su mayoría, dirigidos por mujeres.
Los menores con dos progenitores a su cargo en uno o varios aspectos, crecen con más ventajas económicas y de conciliación, que los que crecen en familias estrictamente monoparentales, y existen estudios que consideran que ello influye en otras áreas de la vida, desde los logros académicos hasta los hábitos sociales. Otros estudios reflejan que los hogares monoparentales no tienen ningún impacto negativo en el desarrollo social y educativo de los menores, o incluso pueden tener efectos positivos.